# Bacino del Tarim
Il bacino idrografico del Tarim è il più grande bacino endoreico del mondo.

## Descrizione
Circondato da numerose catene montuose, Tian Shan a nord, la catena del Pamir a ovest e i Kunlun a sud, si trova nella regione autonoma del Xinjiang (chiamata anche Turkestan orientale) nella parte più occidentale della Repubblica popolare della Cina. Una gran parte del bacino è occupata dal deserto di Taklamakan. L'area è abitata dagli Uiguri e da altre popolazioni d'Asia centrale, ma conosce una recente immigrazione di Cinesi provenienti da altre regioni del paese.

## Storia
In altri tempi le lingue tocarie erano parlate nel bacino del Tarim, come parte delle lingue indo-europee più orientali. I Cinesi chiamavano nelle loro cronache "Yuezhi" (Yue-tche) un popolo dell'Asia centrale antica che era insediato a ovest del Gansu e che, vinto dagli Xiongnu nel II secolo a.C., emigrò in gran parte verso occidente per costituire più tardi l'Impero Kushan in Bactriana e nell'India settentrionale. Alcuni fra loro fondarono il regno di Agni, nell'attuale città di Karashahr, a nord del bacino del Tarim.
I Cinesi, guidati dal loro generale Ban Chao (Pan Tch'ao, 32-102), condussero una campagna militare dal 73 al 94, periodo in cui si svilupparono scambi mercantili lungo la via della seta, e s'impadronirono del bacino del Tarim e delle oasi di Serinde a detrimento degli Xiongnu. I Kushan, diventati potenti, s'introdussero nel bacino del Tarim nel corso del I e del II secolo e costituirono un regno a Kashgar. Entrarono in competizione con le forze cinesi e quelle dei nomadi per porre sotto il proprio controllo la regione. Introdussero la scrittura brahmi e una lingua Pracrito indiana per l'amministrazione, diffondendo il Buddhismo, giocando altresì un ruolo sempre maggiore nella loro diffusione lungo la Via della seta in Asia orientale.
Nel 751, gli Arabi sconfissero i Cinesi sulle rive del fiume Talas e il bacino del Tarim si aprì così alla conquista islamica, cosa che comportò la fuga dei buddisti dalla regione per trovare rifugio in Cina e Tibet.
La depressione acquitrinosa del Lop Nor, all'estremità est del bacino del Tarim, in cui si immette il fiume Tarim è una zona di esperimenti nucleari usata dalla Repubblica popolare di Cina. Si pensa che il bacino del Tarim potrebbe contenere grandi riserve di petrolio e di gas naturale.
Oltre alle lingue tocarie, nel bacino del Tarim erano parlate anche le lingue saka, nelle città di Hotan, Kashgar e Tumshuk. Queste lingue si estinsero a causa della turchizzazione operata dal khanato Karakhanide, che portò anche all'islamizzazione di queste città-oasi fino a quel momento di religione buddhista mahayana, come testimoniano diversi monumenti quali le Grotte Kizil.

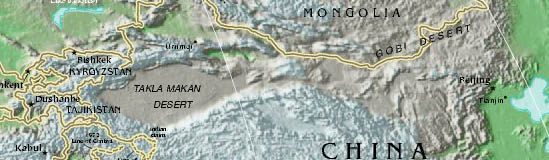
Catene montuose del Kunlun Shan

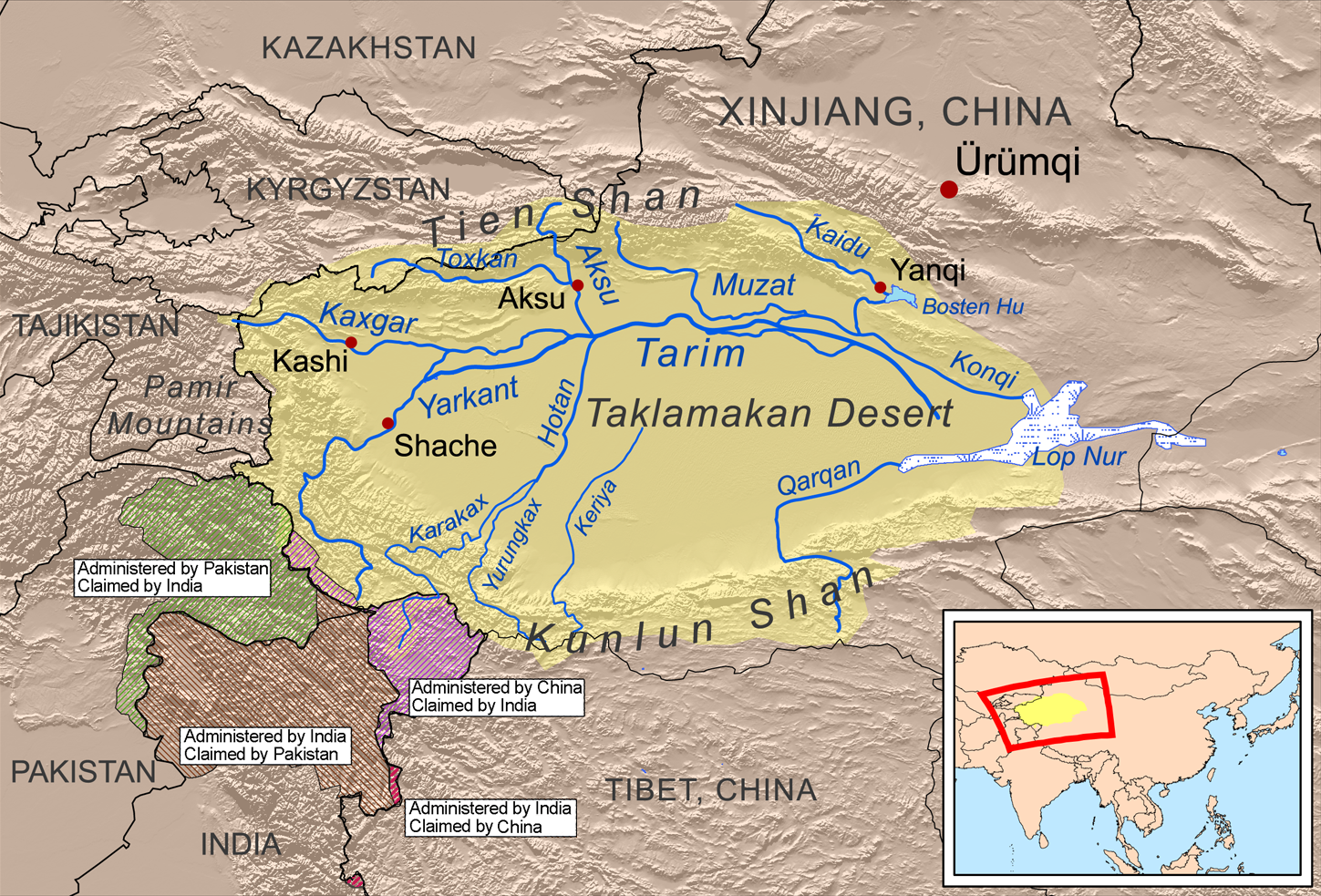
Bacino del Tarim